# Jacopo Peri
Jacopo Peri, Il Zazzerino, azaz A borzas (Róma, 1561. augusztus 20.  – Firenze, 1633. augusztus 12.) a reneszánsz és a barokk közötti kor zeneszerzője és énekese, a Medici hercegi udvar magas rangú tagja, a firenzei Camerata kimagasló egyénisége. Őt tekintik az opera szülőatyjának. 1597 körül ő szerezte az első olyan zenés művet, a dramma per musicát Dafné címmel, amelyet ma operának nevezünk. Ugyancsak ő a legkorábbi szerző, akinek teljes műve, az Euridice (1600) fennmaradt.

## Munkái
Peri valószínűleg Rómában született, később Firenzében tanult Cristofano Malvezzinál, majd a helybéli templomokban dolgozott orgonistaként. Ezt követően a Mediciek udvarában munkálkodott először, mint tenor énekes és billentyűs hangszereken játszó zenész, később zeneszerzőként. Korai művei színdarabok és madrigálok kísérő zenéi voltak.
Az 1590-es években Peri Jacopo Corsi társszerzője lett, aki az akkori Firenze egyik vezető zeneszerzője volt. Mivel mindketten azt tartották, hogy a koruk művészete alárendeltje  a görög és római művészetnek, eldöntötték, hogy újjá fogják éleszteni a görög tragédiákat, úgy ahogyan ők azt elképzelik. Miután Peri elkészült a Dafné zenéjével, felkérték Ottavio Rinuccini költőt, hogy írjon a zenéhez szöveget. Az eredmény egyszólamú, hangszerkíséretes ének és az antik tárgyú drámai cselekmény ötvözete volt: az első opera. 1595-ben mutatták be Firenzében.
Ezt követően Rinuccini és Peri az Euridicén kezdtek el dolgozni. A bemutató 1600. október 6-án volt a Palazzo Pittiben, IV. Henrik francia király és Maria Medici menyegzője alkalmából (Orfeusz szoprán szerepét maga Peri énekelte). Ez a mű, ellentétben a Dafnéval,  a mai napig fennmaradt. Érdekesség, hogy Rinuccini szövegét Peri riválisa, Giulio Caccini is megkomponálta.
Peri még több más operát is írt (Tetide, 1608; Adone, 1620; La predcedenza delle dame, 1625), gyakran más szerzőkkel közösen (La guerra d'amore (1615, Signorini, Grazie, del Turco). Szerzett zenét számos más műfajban is (recitatívók, áriák stb). Manapság már egyik darabját sem játsszák, művei már halálának idején is divatjamúltnak számítottak és helyébe olyan fiatalabb szerzők léptek mint Claudio Monteverdi. Peri hatása a későbbi szerzőkre azonban vitathatatlanul jelentős volt.